# 小安達曼島

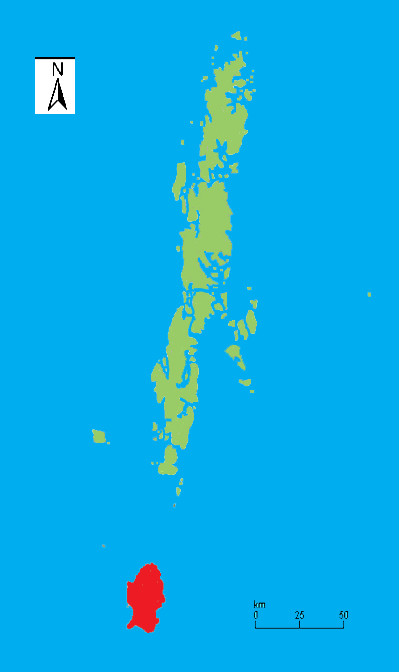

小安達曼島（Little Andaman）是印度的島嶼，位於孟加拉灣，屬於安達曼群島的一部分，長43.1公里、寬23.7公里，面積734平方公里，最高點海拔高度183米，2001年人口17,528。
小安达曼提供冲浪、小溪划船以及参观大象伐木场的服务。巴特勒湾距离胡特湾码头14公里，是一个深受游客欢迎的海滩，游客可以观赏珊瑚、冲浪和其他海洋活动。海岸上有旅游小屋，两侧为椰子种植园。内塔吉·纳加尔海滩距离胡特湾码头11公里。
10°45′N 92°30′E / 10.750°N 92.500°E